# .مد
. مد (انگلیسی: .med) یک دامنه سطح بالا برای اینترنت است که در ۳ دسامبر ۲۰۱۵ راه اندازی و برای وب سایت‌های مرتبط با پزشکی در نظر گرفته شده است.
گوگل و کلینیک کلیولند هر دو درخواست‌هایی را برای کنترل این دامنه سطح بالا ارسال کردند، اما هر دو درخواطت پس از اعتراض اتاق بازرگانی بین‌المللی در سال ۲۰۱۴ رد شدند. تصمیم علیه درخواست کلینیک کلیولند در همان سال لغو شد.
در سال ۲۰۱۵، درخواست مدیستری LLC، یکی از شرکت‌های تابعه با مسئولیت محدود نسل دوم، پذیرفته شد.